# Искусство Мьянмы
Искусство Мьянмы — совокупность элементов искусства народов Мьянмы на протяжении её истории.

## История

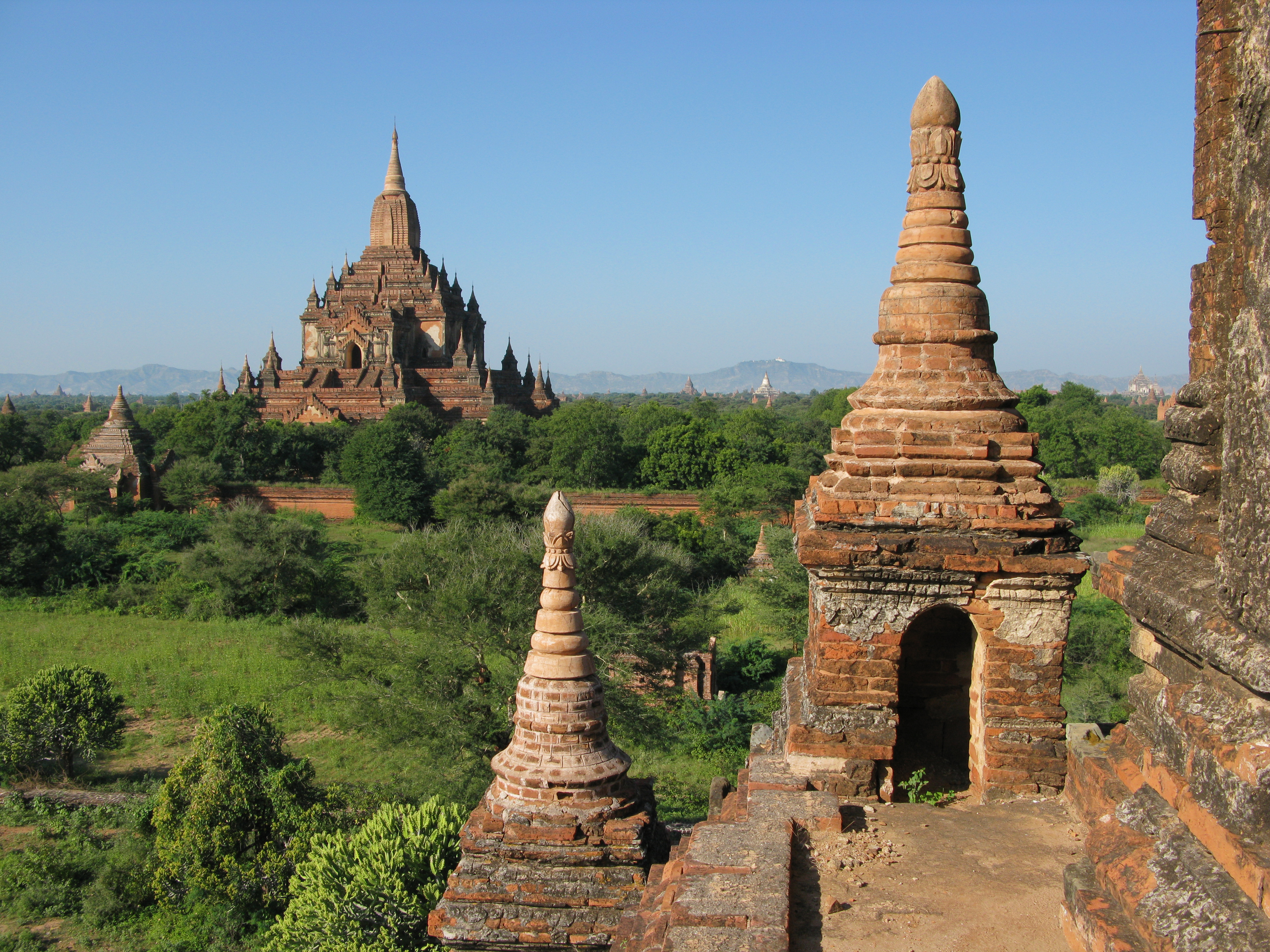
Храмы и пагоды в Пагане

Древнейшими памятниками искусства на территории Мьянмы являются изображения животных в пещерах около города Таунджи, относящиеся к раннему неолиту.

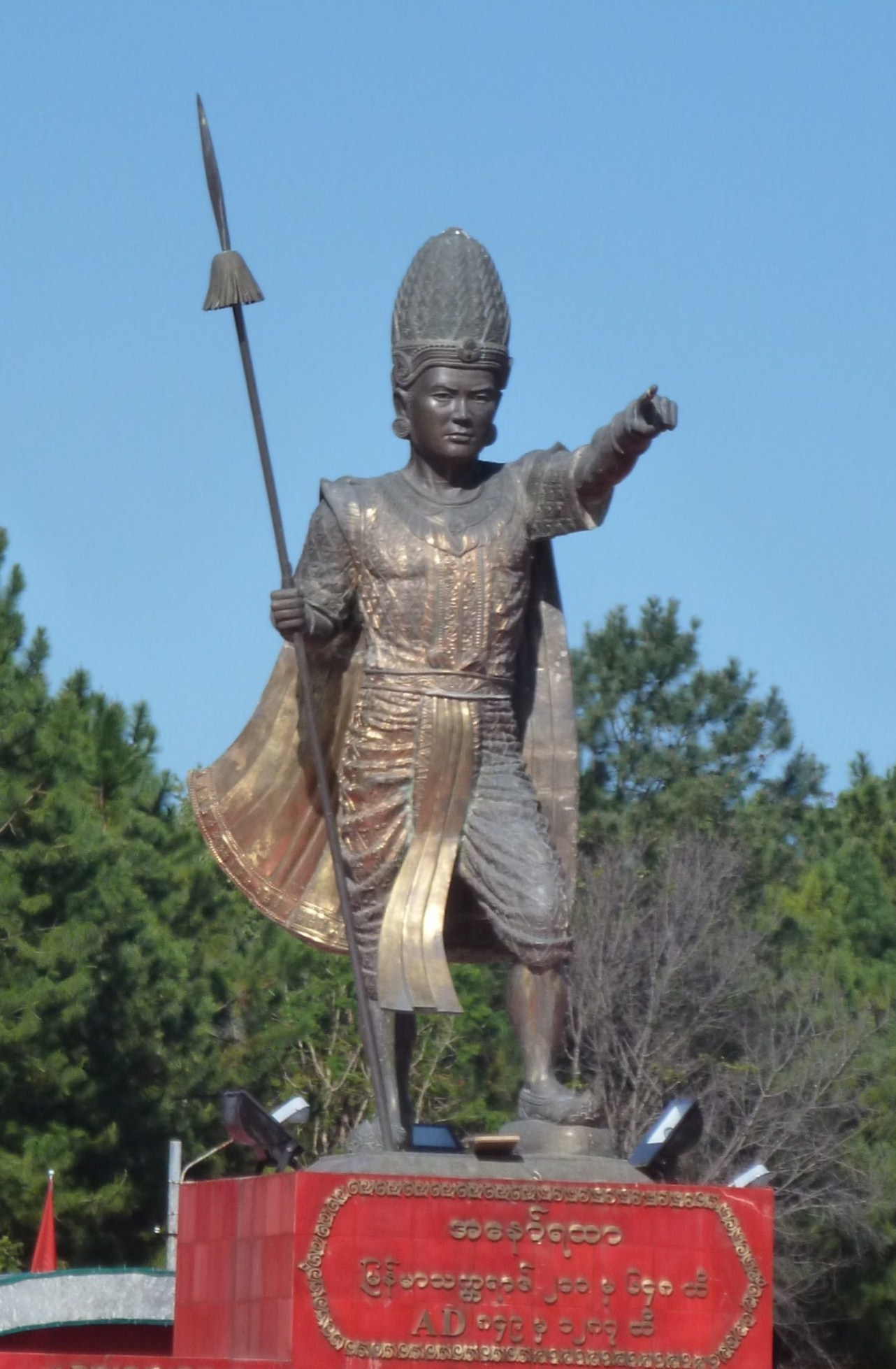
Памятник Анауратхе у Военной академии в Пьи У Лвин

Историю искусства Мьянмы (Бирмы) разделяют на три периода: ранний — с начала нашей эры по XVIII—IX в., средний (классический), связанный с существованием феодального государства, — с IX—X по XIII в., поздний — с XIV по XIX в.
Особенности искусства народов, включающего представителей более чем ста народностей, заключается в их географическом положении, вероисповедании. Государство граничит с Индией, Китаем и находится на путях, соединяющих Индию с Юго-Восточной Азией — Камбоджей, Таиландом, Индонезией. Географическое положение Мьянмы обусловило связь с культурами и религиями этих стран. Издавна индийские торговцы и буддийские проповедники расселялись по бирманской территории. Подавляющее большинство населения  исповедует буддизм (80—89 %).
Основными народностями, внесшими вклад в культуру Мьянмы с первого тысячелетия нашей эры, были моны на юге страны (столица — город Татхоун) и Пью на севере (столица до середины VIII века — Старый Пром (Проме)). Обе народности испытывали влияние индийской культуры.
В городище Татхоун сохранились остатки окружавших его кирпичных стен, длиной два на один км в поперечнике. В городище Проме (IX—X вв.) сохранились развалины многообразных архитектурных форм, храм Лемьетна (VIII в.). Сохранившиеся скульптуры представляют сидящего Будду, по бокам которого стоят божества или изображения ступ. В середине VIII века Проме был разрушен, и образовалось Паганское царство, с центром городе Паган. Город был окружен сохранившейся кирпичной стеной с двенадцатью воротами. В городе стояли сотни буддийских монастырей, украшенных серебром, золотом, киноварью с яркими красками.
В XI в. Паган стал столицей государства. Его правитель, Паган Анауратх (1044—1077) был приверженцем буддизма толка хинаяны. Целью правителя Анауратха было сделать свою столицу мировым центром правоверного буддизма. Для этого он собирал повсюду буддийские реликвии. Для их хранения в Пагане строились многочисленные пагоды, ступы и библиотеки. Примером может служить храм Махабодхи (1218), построенный в стиле древнеиндийского святилища Бодхгая (V в.). Архитекторами Пагана в качестве основного строительного материала использовался обожженный кирпич и стука, что отразилось на характере архитектуры Бирмы. Так в бирманской архитектуре широко и разнообразно применение свода и арки как конструктивного и декоративного элемента.

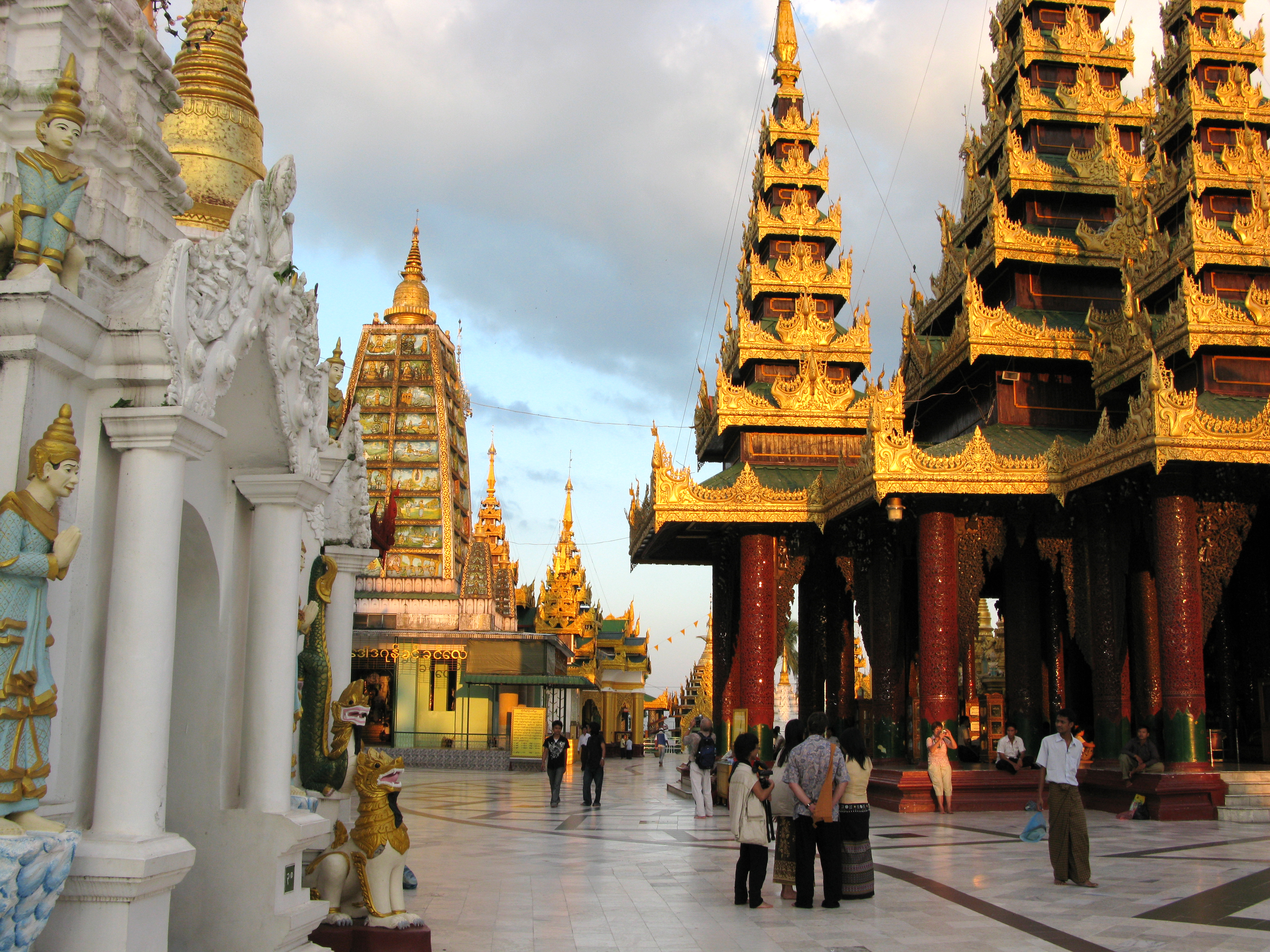
Пагода Шведагон, храмовый комплекс, Янгон, Мьянма

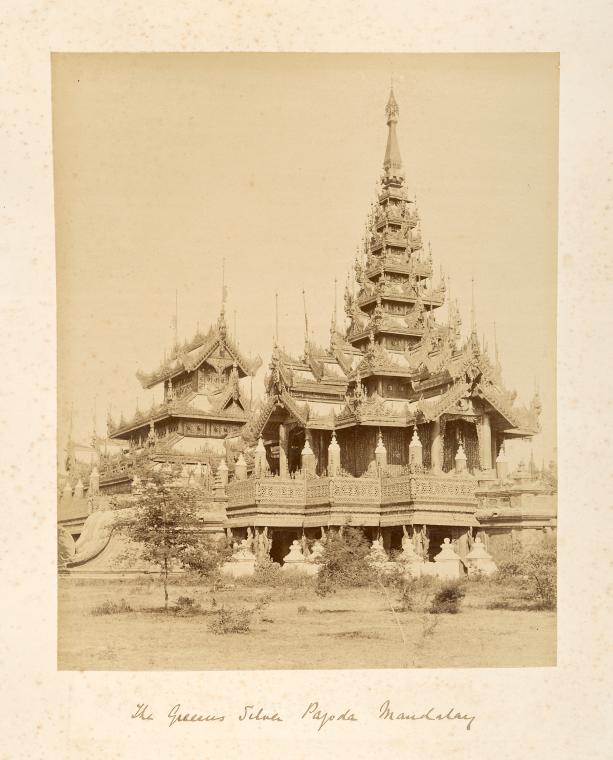
Храм Хман Чжаун

В архитектуре Пагана распространен тип квадратного в плане храма с концентрически расположенными коридорами. Образцом подобного храма является храм Ананды. В храме размещены памятники бирманской деревянной скульптуры с изображениями Будды, десятиметровая бронзовая позолоченная скульптура. В Пагане также есть храмы типа Ананды — храм Дхимаянд (1160) и храм Тхатбинью (1144) — самый высокий из храмов Пагана. Иконография буддийских росписей в храмах выполнена темперой по штукатурке, в плоскостной и графической манерах.
Для бирманского искусства постмонгольского периода характерны народные и национальные элементы, отразившиеся в прикладном искусстве резьбы по дереву, резьбе и живописи по лаку, чеканке по серебру.
В XIV—XVIII веках на территории Мьянмы строились отдельные города-столицы — Ава, Пегу, Таунгу, окружённые стенами и рвами; создавались храмовые комплексы, огромные статуи Будды под открытым небом. В централизованном государстве Конбаунов (XVIII—XIX в.) развивалось градостроительство, строились деревянные комплексы дворцов (Мандалай) и монастырей, с резьбой, росписью и позолотой.
В это время получило развитие искусство бронзового литья и чеканки (статуи Будды, колокола). В иллюстрациях к книгам наряду с сюжетами из джатак появились светские темы. В конце XIX века появилась реалистичная живопись (портретист У Чоун), в 1920-х годах здесь работали художники У Ба Ньян и У Ба Зо, рисовавшие маслом пейзажи, портреты, жанровые сцены.
С 1948 года в стране строятся современные общественные и промышленные здания по проектам бирманских и зарубежных архитекторов, жилые дома, школы, больницы по типовым проектам (архитектор У Маун Маун Джи и др.). Так советскими строителями и архитекторами в стране были построены в Рангуне Технологический институт (1958—1961, архитекторы П. Г. Стенюшин, П. П. Кузнецов и другие), отель «Инья» (1958—1961, архитекторы В. С. Андреев, К. Д. Кислова) и др.
Современные художники У Сан Вин, У Кин Маун, У Аун Кин, скульпторы У Луин, У Хан Тин в 1964 году объединились в Общество живописцев и скульпторов. В стране развивается акварельный пейзаж и книжная графика (У Маун Джо, У Аун Со).
В XV—XIX веках в стране получило развитие драматическое искусство, представленное в многочисленных кукольных театрах. Эти театры пользовались большой популярностью. Основными темами представлений были эпосы из Махабхараты и Рамаяны, джатаки (сказки и басни о животных) буддизма. По состоянию на 2010-е годы театры марионеток также пользуется большой популярностью в стране. Развитие кукольных театров происходит по пути упрощения управления куклами (кукловоды управляют ныне куклами посредством семнадцати нитей, вместо шестидесяти ранее), участием в представлении женщин в роли кукол.
К памятником древней бирманской литературы относится каменная книга с отдельно стоящими каменными страницами, исписанными мелким шрифтом на языке пали, с повествованиями о жизни Будды. Позднее литературные произведения писали на бирманском языке. Средневековая литература Бирмы представлена монастырской поэзией, придворной поэзией, художественной прозой и драмой. Произведения писали по историческим событиям, религиозному учению и сценам из жизни королевских особ. Позднее героями произведений были и простые люди из ремесленников и земледельцев. В Бирме появился поэтический жанр яган, с формами стихосложения, отступающими от традиционных.

## Современность

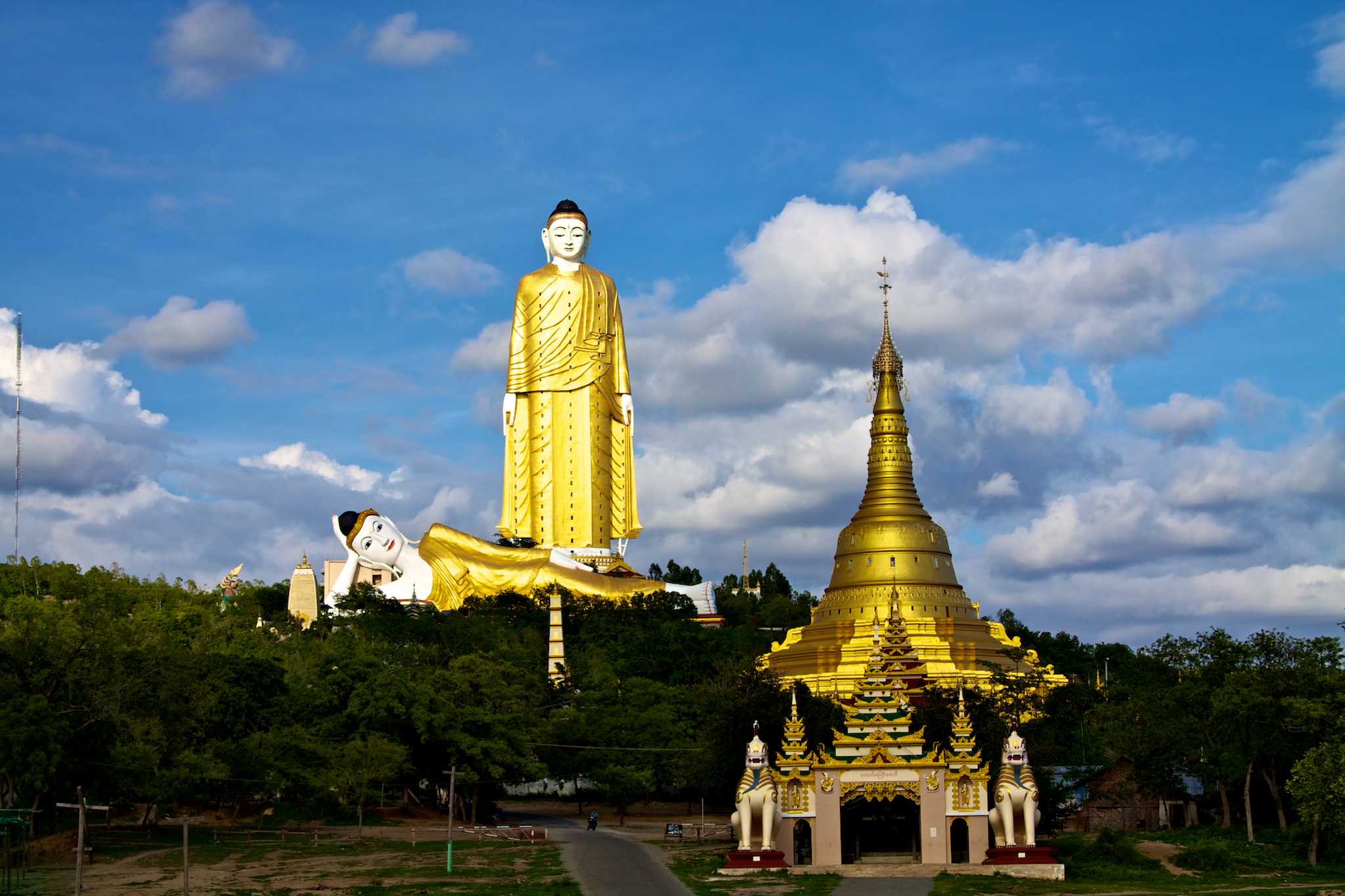
Лечжун-Сасачжа

С XIX века в стране распространены традиционные ремесла. До наших дней в Мандалае сохранились специализированные кварталы лавок-мастерских, объединяющие ремесленников 50 специальностей (кварталы мебельщиков, ювелиров, мастеров по изготовлению зонтиков и вееров и т. д.). Сохранилась специализация сел, городков и районов на том или ином ремесле.
Бирманские гончары изготовляют толстостенные пористые сосуды, лепные украшения. Гончарами работают преимущественно мужчины. Распространено изготовление плетеных изделий из тростника, травы, ротана. Из бамбука делают утварь — черпаки, трубы для подвода воды, сосуды для хранения жидкостей, музыкальные инструменты и орудия труда. Распространено ткачество.
В 2008 году в сельской местности Кхатакан-Таунг, недалеко от города Моунъюа сооружен самый высокий монумент Лечжун-Сасачжа, представляющий собой 116-метровую статую стоящего Будды на постаменте высотой 13,4 м.
См. также Литература Мьянмы.

## Музеи
В число музеев Мьянмы входят:
- Национальный музей в Янгоне[2] (1952), состоящий из залов каллиграфии, археологии, изображений Будды, культуры и искусства, Тронного зала.
- Археологический музей в Пагане.
- Музей драгоценностей.
- Музей драгоценных камней.